# ۱۰۰ فیلم محبوب سینما به انتخاب هالیوود ریپورتر
نشریهٔ هالیوود ریپورتر در ۲۰۱۴ به انتخاب خود فهرستی از صد فیلم محبوب تاریخ سینما را منتشر کرده‌است که در این فهرست فیلم پدرخوانده به کارگردانی فرانسیس فورد کاپولا در مقام اول قرار دارد. ۲۱۲۰ فعال مطرح در عرصه سینما با شرکت در نظرسنجی نشریه سینمایی هالیوود ریپورتر اقدام به معرفی صد فیلم محبوب تاریخ سینما کرده‌اند که در این میان فیلم‌های پدرخوانده، جادوگر شهر اوز و همشهری کین در مکان‌های اول تا سوم قرار گرفتند.

## فهرست
1. پدرخوانده
2. جادوگر شهر اوز
3. همشهری کین
4. رستگاری در شاوشنک
5. داستان عامه‌پسند
6. کازابلانکا
7. پدرخوانده: قسمت دوم
8. ای تی
9. ۲۰۰۱: ادیسه فضایی
10. فهرست شیندلر
11. جنگ ستارگان
12. بازگشت به آینده
13. مهاجمان صندوق گمشده
14. فارست گامپ
15. بربادرفته
16. کشتن مرغ مقلد
17. اینک آخرالزمان
18. آنی هال
19. رفقای خوب
20. چه زندگی شگفت‌انگیزی
21. محله چینی‌ها
22. سکوت بره‌ها
23. لورنس عربستان
24. آرواره‌ها
25. اشک‌ها و لبخندها
26. آواز در باران
27. کلوپ صبحانه
28. فارغ‌التحصیل
29. بلید رانر
30. پرواز بر فراز آشیانه فاخته
31. عروس شاهزاده
32. امپراتوری ضربه می‌زند
33. فارگو
34. زیبای آمریکایی
35. پرتقال کوکی
36. روز تعطیل فریس بولر
37. دکتر استرنجلاو
38. وقتی هری سالی را دید
39. درخشش
40. باشگاه مبارزه
41. روانی
42. بیگانه
43. داستان اسباب‌بازی
44. ماتریکس
45. تایتانیک
46. نجات سرباز رایان
47. بعضی‌ها داغشو دوست دارن
48. مظنونین همیشگی
49. پنجره عقبی
50. پارک ژوراسیک
51. لبوفسکی بزرگ
52. همه چیز دربارهٔ ایو
53. ویل هانتینگ نابغه
54. بوچ کسیدی و ساندنس کید
55. راننده تاکسی
56. درخشش ابدی یک ذهن پاک
57. شوالیه تاریکی
58. سانست بولوار
59. تلما و لوییز
60. آملی
61. داستان وست ساید
62. شمال از شمال غربی
63. روز گراندهاگ
64. مری پاپینز
65. گاو خشمگین
66. شیرشاه
67. آواتار
68. مانتی پایتون و جام مقدس
69. گلادیاتور
70. سرگیجه
71. تقریباً مشهور
72. فرانکنشتاین جوان
73. همهٔ مردان رئیس‌جمهور
74. زین‌های شعله‌ور
75. پل رودخانه کوای
76. کوهستان بروک‌بک
77. شکارچیان روح
78. ۱۲ مرد خشمگین
79. وال-ئی
80. در بارانداز
81. آمادئوس
82. ارباب حلقه‌ها: یاران حلقه
83. جان‌سخت
84. تلقین
85. هفت
86. دیو و دلبر
87. ارباب حلقه‌ها: بازگشت پادشاه
88. میلیونر زاغه‌نشین
89. شجاع‌دل
90. ممنتو
91. راکی
92. بالا
93. برخورد نزدیک از نوع سوم
94. شکارچی گوزن
95. دکتر ژیواگو
96. هزارتوی پن
97. هواپیما
98. سگ‌های انباری
99. بانی و کلاید
100. هفت سامورایی